# Sleeping with Ghosts
Sleeping With Ghosts (srp. Спавање са духовима) је четврти албум рок групе Пласибо, објављен 1. априла 2003. године.